# Ludwig Gandorfer
Ludwig Gandorfer (* 22. August 1880 in Mallersdorf; † 10. November 1918 in Rosenheim) war ein Politiker der bayerischen SPD, ab 1917 der USPD. Als deren Vertreter war er aktiv an der Novemberrevolution von 1918 in München beteiligt. An der Seite des USPD-Landesvorsitzenden Kurt Eisner führte er trotz des Handikaps einer seit 1912 bestehenden Erblindung am 7. November 1918 den für die Ereignisse in Bayern revolutionsentscheidenden Demonstrationszug zu den Münchner Kasernen an.
Im unmittelbaren Anschluss an die Ausrufung der bayerischen Republik (7./8. November 1918) begann er im Auftrag Eisners, den Zentralbauernrat im Freistaat aufzubauen, verstarb jedoch bei einem Autounfall nur zwei Tage später. An seine Stelle als Vorsitzender dieses neuen Rätegremiums in Bayern – auch bezeichnet als Parlamentarischer Bauernrat – trat sein Bruder Karl Gandorfer, der führende Vertreter des revolutionären linken Flügels im Bayerischen Bauernbund (BBB).

## Leben
Ludwig Gandorfer hatte in dem zu seiner Zeit als Kolonie unter der Herrschaft des Deutschen Reiches stehenden Deutsch-Ostafrika eine Farm bewirtschaftet. Er war Mitglied in der Sozialdemokratischen Partei Deutschlands (SPD). Seine Kandidaturen bei den Reichstagswahlen in den Jahren 1907 und 1912 blieben jedoch erfolglos.  Als Gegner der Burgfriedenspolitik im Ersten Weltkrieg trat er 1917 zur Unabhängigen Sozialdemokratischen Partei (USPD) über.
Als Karl Liebknecht (vormalig SPD-Reichstagsabgeordneter und einer der Anführer der linksrevolutionären Spartakusgruppe, später KPD-Mitbegründer) infolge seiner Aktivitäten gegen den Ersten Weltkrieg 1916 inhaftiert worden war, wurde dessen 15-jähriger Sohn Wilhelm („Helmi“) Liebknecht (1901–1975) im Zollhof, dem Landgutshaus der Gebrüder Gandorfer in Niederbayern aufgenommen.
Mitte Oktober 1918 wurde Kurt Eisner, führender Protagonist der bayerischen USPD und Mitorganisator der Januarstreiks gegen den Krieg, aufgrund derer er in damals unbegrenzte Untersuchungshaft genommen worden war, für den Wahlkampf um den frei gewordenen Reichstags-Sitz des Georg von Vollmar als USPD-Kandidat aus dem Gefängnis entlassen. Eisner nahm darauf Kontakt zu Ludwig Gandorfer auf, um mit ihm Möglichkeiten einer Neustrukturierung der bayerischen Politik nach dem Krieg zu erörtern.
Während der revolutionären Kundgebung am 7. November 1918 auf der Theresienwiese in München richtete Ludwig Gandorfer eine Solidaritätsadresse an die Versammelten und sagte eine ausreichende Lebensmittelbelieferung von Seiten der Bauern für die unter kriegsbedingten Engpässen notleidende Stadtbevölkerung zu. Anschließend führte er zusammen mit Eisner eine Demonstration zu den Kasernen im Westen und Nordwesten Münchens an, um die dort stationierten Soldaten dazu aufzurufen, sich der Revolution anzuschließen. Ein Großteil der Kasernenbesatzungen, vor allem aus den unteren Mannschaftsdienstgraden lief zu den Revolutionären über. Auf den Druck der Ereignisse floh der bayerische König Ludwig III. aus der Stadt. Wenige Stunden später wurde der König für abgesetzt erklärt und der Freistaat Bayern bzw. die bayerische Republik ausgerufen, Eisner vom Arbeiter- und Soldatenrat zum ersten Ministerpräsidenten dieser Republik gewählt.
Am 9. November 1918 wies Kurt Eisner Ludwig Gandorfer an, 50 Vertreter der Landwirte als Bauernräte bei der provisorischen bayerischen Nationalversammlung zu nominieren. Nachdem Ludwig Gandorfer am Tag darauf bei einem Autounfall auf der Fahrt nach Oberbayern tödlich verunglückt war, übernahm sein Bruder Karl Gandorfer vom linken Flügel des Bayerischen Bauernbundes (BBB) den Vorsitz im zentralen Bauernrat (auch bezeichnet als Parlamentarischer Bauernrat) der Arbeiter-, Soldaten- und Bauernräte.